# Timothy Tekautz
Timothy (Tim) “Tex” Tekautz – amerykański zapaśnik w stylu klasycznym. Srebrny medal na mistrzostwach panamerykańskich w 1993 roku.